# Shinseitō
 (décembre 2008).
Si vous disposez d'ouvrages ou d'articles de référence ou si vous connaissez des sites web de qualité traitant du thème abordé ici, merci de compléter l'article en donnant les références utiles à sa vérifiabilité et en les liant à la section « Notes et références ».
Le Parti de la Renaissance (新生党, Shinseitō) ou, dans sa traduction officielle en anglais, le Japan Renewal Party (JRP), était un parti politique japonais, fondé le 23 juin 1993 par 44 parlementaires dissidents du Parti libéral-démocrate (PLD), emmenés par les réformateurs libéraux Tsutomu Hata et Ichirō Ozawa, ayant voté pour la motion de censure qui renversa quelques jours auparavant le gouvernement libéral-démocrate de Kiichi Miyazawa, et dissous le 10 décembre 1994 au sein du Shinshintō.

## Histoire
Ce tout nouveau parti emporte un franc succès lors des élections législatives qui ont suivi la motion de censure le 18 juillet 1993, en arrivant à la troisième position (derrière le PLD et le Parti socialiste japonais, PSJ) avec plus de 10 % des suffrages et 55 sièges sur 512. Il joue ensuite un rôle déterminant dans la formation d'une coalition anti-PLD qui, réunissant 7 partis (outre le Shinseitō, le PSJ, les deux petites formations sociales-démocrates du Parti démocrate socialiste (PDS) et de la Fédération social-démocrate (FSD), le mouvement centriste confessionnel du Kōmeitō ainsi que deux autres partis dissidents du PLD formés en 1992-1993 : le Nouveau parti du Japon (NPJ) et le Nouveau Parti pionnier ou NPP), atteint la majorité absolue à la Chambre des représentants, rejetant ainsi le PLD dans l'opposition pour la première fois depuis sa création en 1955. Le Shinseitō joue ensuite un rôle de premier plan au sein du gouvernement issu de cette coalition et dirigé par leader du NPJ, Morihiro Hosokawa. Après la démission de celui-ci le 28 avril 1994, Tsutomu Hata devient Premier ministre pour à peine deux mois, la majorité anti-PLD se disloquant à la suite du ralliement du PSJ et du NPP à une grande coalition avec le PLD. 
Les membres de l'ancienne coalition anti-PLD hostiles à cette alliance, dont en tout premier lieu le Shinseitō, ainsi que d'autres dissidents plus récents du PLD passés dans l'opposition par anti-socialisme et donc pour protester à l'alliance de leur ancien parti avec le PSJ (emmenés par l'ancien Premier ministre Toshiki Kaifu), se sont alors fédérés au sein d'un grand parti d'opposition assez hétéroclite (allant du libéralisme à la social-démocratie en passant par une certaine forme de conservatisme ou de centrisme), le Shinshintō ou Parti de la nouvelle frontière. 

## Direction
- Président : Tsutomu Hata
- Secrétaire général exécutif : Ichirō Ozawa
  - Secrétaire général exécutif délégué : Kōzō Watanabe
- Secrétaires généraux permanents :
  - Chargé des Finances : 
    - juin 1993 - avril 1994 : Moriyoshi Satō
    - avril - décembre 1994 : Akira Fukida

  - Chargé des Affaires politiques :
    - juin - août 1993 : Kazuo Aichi
    - août 1993 - décembre 1994 : Mamoru Nakajima

  - Chargé de l'Organisation : 
    - juin 1993 - avril 1994 : Hajime Funada
    - avril - décembre 1994 : Keisuke Nakanishi

  - Chargé du Secrétariat politique :
    - juin - août 1993 : Hajime Funada (1re fois)
    - août 1993 - avril 1994 : Naoto Kitamura
    - avril - décembre 1994 : Hajime Funada (2e fois)

  - Chargé de la Chambre des conseillers (président du groupe) : 
    - août 1993 - avril 1994 : Shigeto Nagano
    - avril - décembre 1994 : Ichiji Ishii

  - Sans affectation particulière (de juillet à décembre 1994) : Kōichirō Aino - Hajime Ishii - Kazuo Aichi - Masami Tanabu - Eijirō Hata - Hirohisa Fujii
- Conseiller(s) :
  - avril - juillet 1994 : Tatsuo Ozawa
  - juillet - décembre 1994 : Tatsuo Ozawa - Mutsuki Katō - Keiwa Okuda - Megumu Satō - Moriyoshi Satō - Shigeto Nagano

## Membres du Cabinet
- 9 août 1993 - 28 avril 1994 : 79e Cabinet du Japon : 5 ministres sur 21 : 
  - Vice-Premier ministre, ministre des Affaires étrangères : Tsutomu Hata
  - ministre du Trésor : Hirohisa Fujii
  - ministre de l'Agriculture, des Forêts et de la Pêche : Eijirō Hata
  - ministre du Commerce international et de l'Industrie : Hiroshi Kumagai
  - directeur de l'Agence de Défense : 
    - jusqu'au 2 décembre 1993 : Keisuke Nakanishi
    - à partir du 2 décembre 1993 : Kazuo Aichi
- 28 avril - 30 juin 1994 : 80e Cabinet du Japon : 9 ministres sur 21, dont le Premier ministre : 
  - Premier ministre : Tsutomu Hata
  - ministre de la Justice (jusqu'au 8 mai 1994) : Shigeto Nagano
  - ministre du Trésor : Hirohisa Fujii
  - ministre de l'Agriculture, des Forêts et de la Pêche : Mutsuki Katō
  - ministre du Commerce international et de l'Industrie : Eijirō Hata
  - président de la Commission nationale de sécurité publique également chargé de la Réforme politique : Hajime Ishii
  - Secrétaire général du Cabinet : Hiroshi Kumagai
  - Directeur de l'Agence nationale du Territoire : Megumu Satō
  - Directeur de l'Agence de développement de Hokkaidō et de celle d'Okinawa : Moriyoshi Satō